# Takumi Hasegawa
Takumi Hasegawa (født 6. oktober 1998) er en japansk fodboldspiller, som spiller for den japanske fodboldklub Zweigen Kanazawa.